# Esastilo

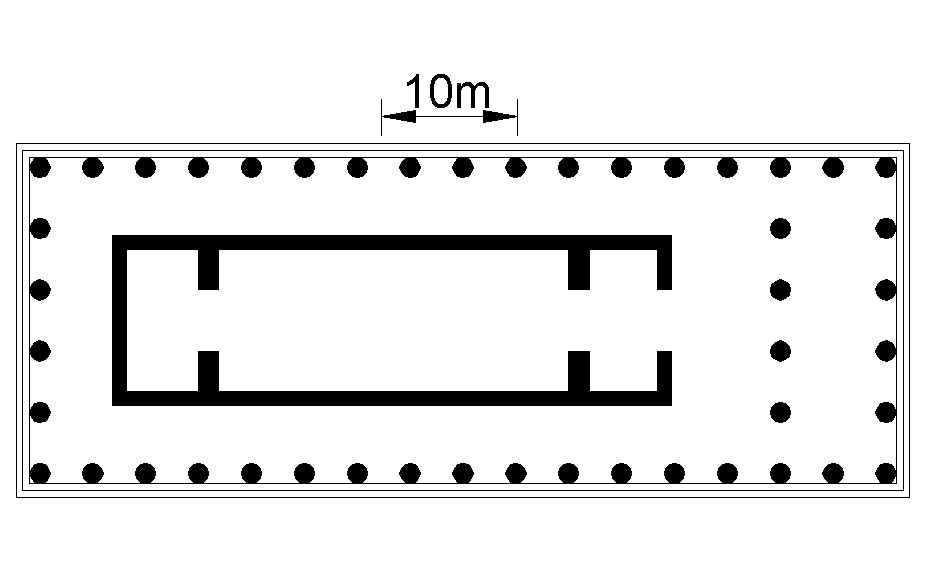
Tempio C a Selinunte.

Dicesi esastilo (in greco antico: ἑξάστυλος?) l'edificio, e in modo più specifico il tempio greco, caratterizzato sul fronte anteriore dalla presenza di sei colonne. Secondo Vitruvio i templi esastili erano peripteri e presentavano sul fianco undici colonne, comprese quelle d'angolo. Osservando i templi di fattura greca, la maggior parte è esastila ma presenta un numero di colonne laterali variabili: il tempio C di Selinunte ne presenta persino diciassette. Inoltre, sono presenti pure esempi di prostili esastili, come nel caso del tempio di Artemide ad Epidauro.